# Östergötlands runinskrifter Fv1958;255
Runinskrift Ög Fv1958;255 är en lockhäll från 1000-talet som finns bevarad i Sankt Lars kyrka i Linköping, Östergötland.
Lockhällen som sannolikt legat ovanpå en grav förvaras nu i kyrkans undervåning, ungefär där den hittades vid utgrävningar på 1950-talet. Inskriften innehåller stungna i-, u- och k-runor. Texten lyder i översättning:

## Inskriften
- Runsvenska: hegualtr : lakþi : s...(t)n : þena : ef(t)iR : uþa : (s)un : sin : kuþan :
- Normaliserad:Hægvaldr lagði stæin þenna æftiR Auða, sun sinn goðan.
- Nusvenska: Hägvald lade denna sten efter Öde, sin gode son.